# Agility Robotics
Agility Robotics，是一家位于俄勒冈州奥尔巴尼的公司，致力于开发和制造机器人 。

## 概述
前身為俄勒冈州立大学的Dynamic Robotics Laboratory；2015年，實驗室基於其双足机器人开发成果而成立。 成立之初，與福特汽車合作，進行宅配自動化。 2022年，獲亞馬遜融資。
主要產品為以鴕鳥等双足步行鳥類為發想的雙足步行機器人。包含了Cassie與Digit兩個機型：
- Cassie：只有下半身的双足步行机器人。膝盖，如鸟腿一般，设计成与人形相反。
- Digit：自控双足步行机器人。为Cassie機型添加了上半身與手臂，進而能携带行李。

同領域的競爭對手包含特斯拉的Optimus。

## 相关项目
- 人形機器人

## 脚注
1. 1 2  . Agility Robotics.   [2020-09-08]. （原始内容存档于2022-06-23）.
2. ↑  Delivery Robot Walks On Two Legs Like A Human&t=0h0m0s YouTube上的
3. ↑  . techcrunch.com. 2020-01-07  [2020-09-09]. （原始内容存档于2022-02-27）.
4. ↑  このあたりは優れていれば新興企業の技術も積極的に受け入れるという風土があるのも一因で日米の企業文化の違いも反映されている
5. 1 2  . 爱范儿. 2022-07-06  [2022-07-10]. （原始内容存档于2022-07-14） （中文（中国大陆））.
6. ↑  それぞれの手法に一長一短があるのでどちらのほうが優れているとは一概にはいえないが、QRIOやASIMOなど、日本の二足歩行ロボットが脚の関節部にサーボモーターを組み込むのとはアプローチが異なる